# دهستان سمام
دهستان سُمام (به گیلکی: سۊمام) نام دهستانی در بخش رانکوه شهرستان املش، استان گیلان در ایران است. براساس سرشماری مرکز آمار ایران در سال ۱۳۸۵، جمعیت آن ۳۳۳۲ نفر (۹۶۱ خانوار) بوده‌است.